# Stenus kongsbergensis
Stenus kongsbergensis är en skalbaggsart som beskrevs av Munster 1912. Stenus kongsbergensis ingår i släktet Stenus, och familjen kortvingar. Enligt den finländska rödlistan är arten nära hotad i Finland. Arten är reproducerande i Sverige. Artens livsmiljö är sandstränder vid Östersjön.